# Spencer Dinwiddie
Spencer Gray Dinwiddie (Los Angeles, 6 de abril de 1993) é um jogador norte-americano de basquete profissional que atualmente joga no Dallas Mavericks da National Basketball Association (NBA).
Ele jogou basquete universitário na Universidade do Colorado e foi selecionado pelo Detroit Pistons na segunda rodada do Draft da NBA de 2014.

## Carreira no ensino médio
Na William Howard Taft High School, Dinwiddie teve uma média de 5,9 pontos e 4,1 assistências em sua terceira temporada. 
Dinwiddie maximizou seu jogo no último ano representando a escola, com média de 11,2 pontos e 7,7 assistências. Esta temporada o ajudou a ganhar a atenção de universidades em todo o país. Ele escolheu frequentar a Universidade do Colorado rejeitando Harvard, Oregon, Santa Clara e UNLV.
Considerado um recruta de três estrelas pela Rivals.com, Dinwiddie foi listado como o 25° melhor armador e o 146° melhor jogador do país em 2011.

## Carreira universitária

### Calouro
Dinwiddie fez sua estreia na universidade registrando 7 pontos e 7 rebotes em uma vitória sobre Fort Lewis. Ele fez uma dupla de sucesso com o também novato Askia Booker, Eles combinaram para 677 pontos, marcando mais de 250 pontos cada. 
No final da temporada, Dinwiddie foi nomeado para a Equipe Ideal do Torneio da Pac-12. Ele liderou a equipe em porcentagem de lances livres e ficou em terceiro lugar entre os novatos da conferência nessa categoria.
No final da temporada regular, Dinwiddie ajudou a equipe a conquistar sua primeira vaga no Torneio da NCAA desde a temporada de 2002-03. Ele foi nomeado para o Time de Novatos da Pac-12 sendo o único calouro da conferência a ter uma porcentagem de field-goal de mais de .400.

### Segundo ano
Com Dinwiddie liderando o time em assistências, eles se classificaram para o Torneio da NCAA pela segunda temporada consecutiva, na qual chegaram a segunda rodada. 
No final da temporada, Dinwiddie liderou a equipe em assistências em 20 jogos e foi o maior pontuador em 15 jogos. Em 10 de fevereiro de 2012, Dinwiddie registrou um jogo perfeito (sem errar nenhum arremesso) contra Oregon.

### Terceiro ano
Dinwiddie continuou a atuar como o líder de Colorado e ajudou a equipe a vencer 14 de seus 16 primeiros jogos na temporada regular. Dinwiddie foi considerado o catalisador para a imprevista sequencia da equipe, a universidade venceu cada partida em que ele marcou 20 ou mais pontos.
Em 12 de janeiro de 2014, Dinwiddie sofreu uma lesão no ligamento cruzado anterior que o forçou a ficar de fora pelo restante da temporada. Ele foi se recuperar com Russ Paine, que ajudou Adrian Peterson a se recuperar da mesma lesão e se tornar o MVP da NFL de 2012.
Em 24 de abril de 2014, Dinwiddie se inscreveu no Draft da NBA, renunciando ao seu último ano de elegibilidade da faculdade.

## Carreira profissional

### Detroit Pistons (2014–2016)

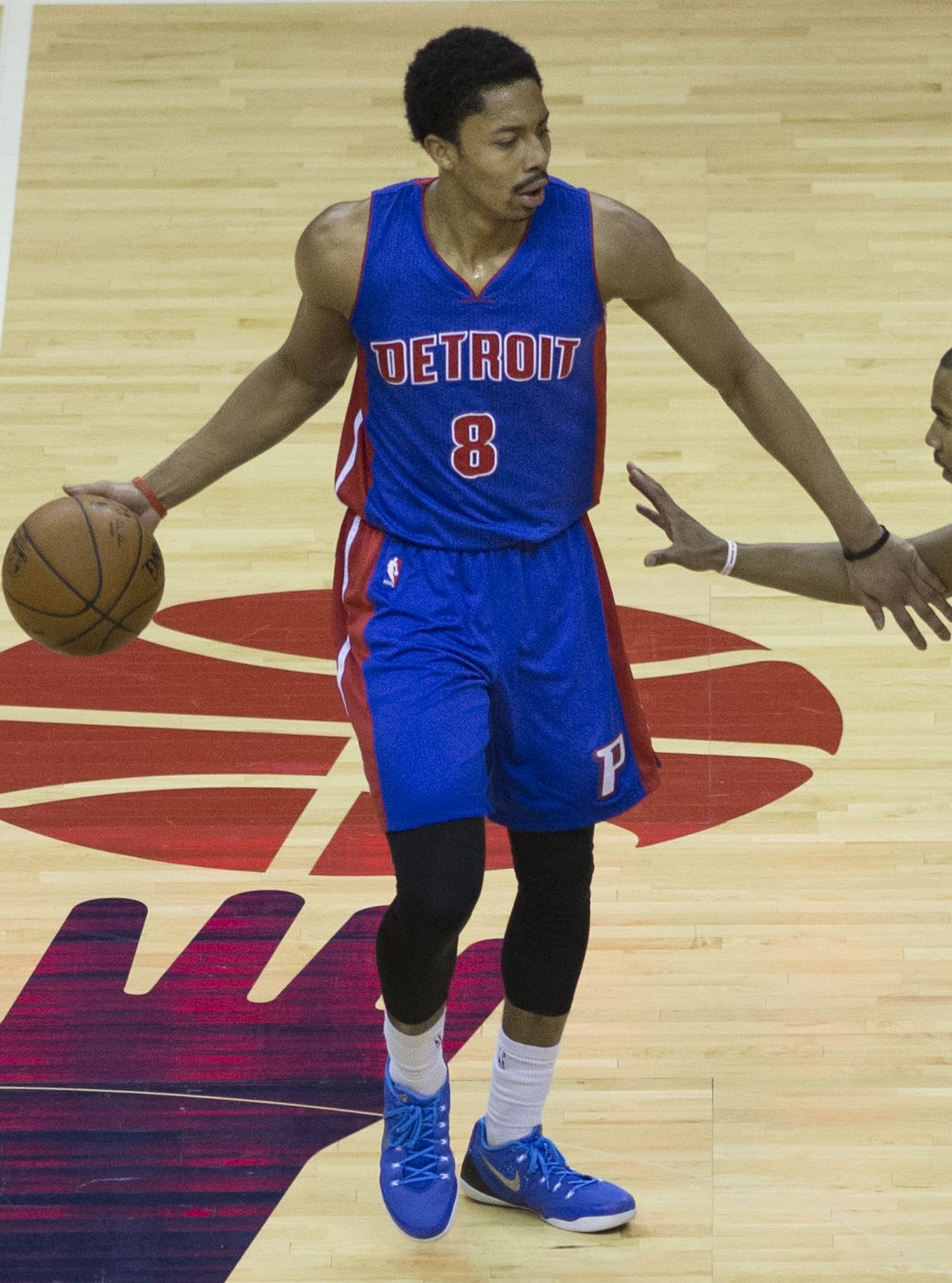
Dinwiddie com os Pistons em fevereiro de 2015

Dinwiddie foi selecionado pelo Detroit Pistons com a 38ª escolha geral do Draft da NBA de 2014. Ele jogou em 34 jogos nos Pistons como um novato, ele também passou dois períodos no Grand Rapids Drive, o afiliado dos Pistons na D-League.
Ele teve 12 pontos e nove assistências em uma vitória por 100-91 sobre o Chicago Bulls. Oito dias depois, ele marcou 20 pontos e 8 assistências numa derrota por 99-95 para o Washington Wizards.
A temporada de 2015-2016 viu Dinwiddie jogar em apenas 12 jogos da temporada regular, depois de passar a maior parte da temporada na D-League com o Grand Rapids Drive. Ele recebeu sua primeira oportunidade da temporada no décimo jogo, marcando 17 pontos em uma derrota por 97-85 para o Los Angeles Lakers. No entanto, ele saiu da rotação com a volta de Brandon Jennings. Ele voltou a jogar no Jogo 2 da série de playoffs contra o Cleveland Cavaliers.

### Chicago e Windy City Bulls (2016)
Em 17 de junho de 2016, Dinwiddie foi negociado para o Chicago Bulls em troca de Cameron Bairstow. Ele foi dispensado pelos Bulls em 7 de julho, assinou novamente em 28 de julho, e foi dispensado novamente em 21 de outubro depois de jogar em cinco jogos de pré-temporada.
Ele passou o início da temporada de 2016-17 com a equipe afiliada da D-League de Chicago, o Windy City Bulls, e teve médias de 19,4 pontos, 8,1 assistências e 3,7 rebotes em nove jogos.

### Brooklyn Nets (2016–2021)
Em 8 de dezembro de 2016, Dinwiddie assinou com o Brooklyn Nets. Em 15 de fevereiro de 2017, ele marcou 15 de seus 19 pontos no quarto quarto da derrota por 129-125 para o Milwaukee Bucks. Em 8 de abril de 2017, em uma vitória por 107-106 sobre o Chicago Bulls, Dinwiddie fez quatro lances livres nos últimos 13,6 segundos e terminou com 19 pontos.

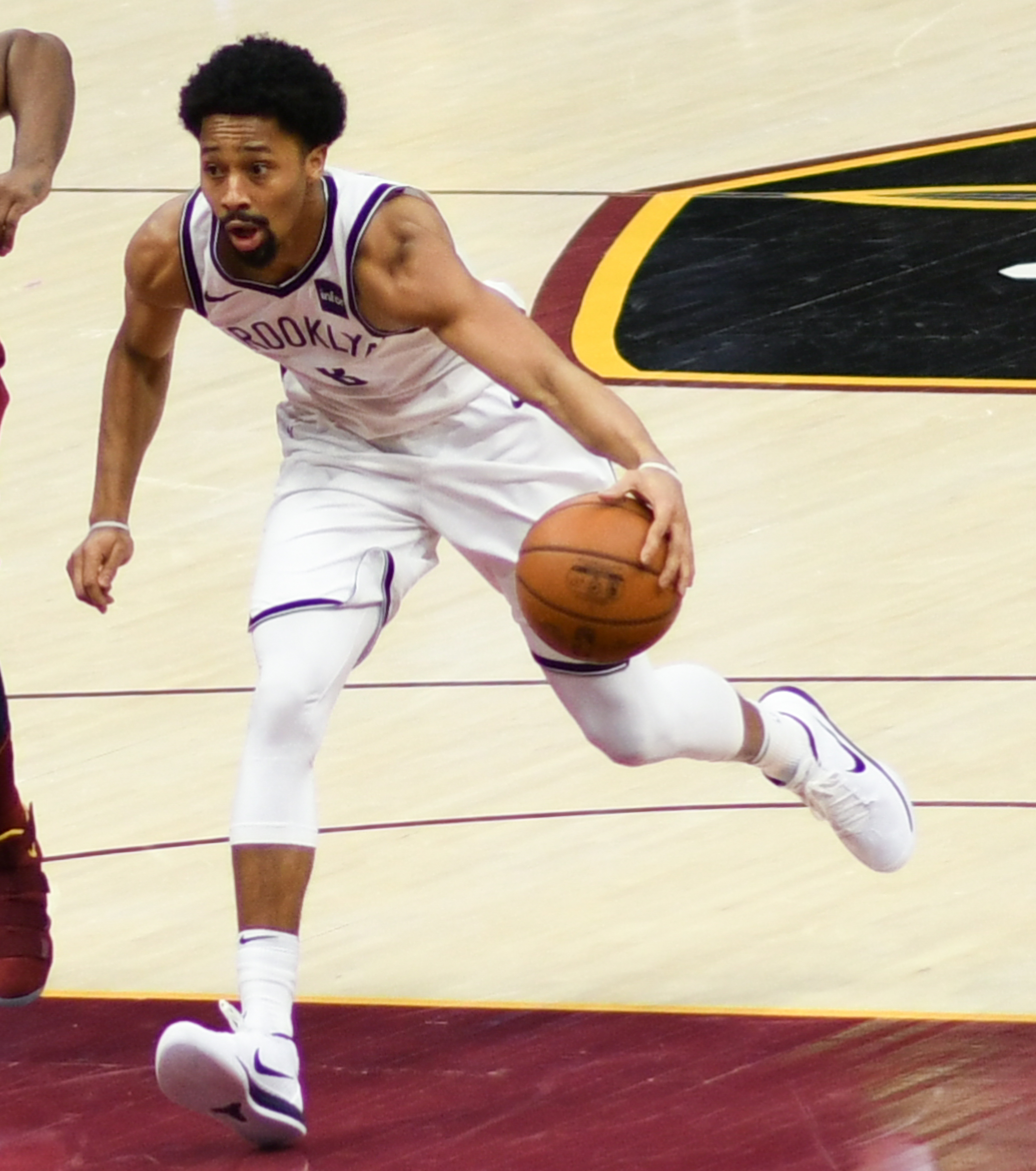
Dinwiddie em 2018

Em 25 de outubro de 2017, Dinwiddie marcou 22 pontos e acertou um arremesso de 3 pontos com 43 segundos para ajudar na vitória por 112-107 sobre o Cleveland Cavaliers. Em 29 de outubro, ele fez 22 pontos em uma derrota por 124-111 para o Denver Nuggets. Em 17 de novembro, ele fez 25 pontos em uma vitória por 118-107 sobre o Utah Jazz. Em 14 de dezembro, ele teve 26 pontos em uma derrota por 111-104 para o New York Knicks. Em 23 de dezembro, ele fez 26 pontos em uma derrota por 123-119 para o Indiana Pacers. 
Em 3 de janeiro de 2018, ele empatou o jogo faltando 10.1 segundos e terminou com 26 pontos, ajudando a levar a equipe a uma vitória por 98-97 sobre o Minnesota Timberwolves. Em 8 de janeiro, ele fez 31 pontos em uma derrota por 114-113 para o Toronto Raptors. Em 12 de janeiro, ele quase registrou um triplo-duplo com 20 pontos, 10 assistências e 9 rebotes na vitória por 110-105 sobre o Atlanta Hawks. Em 17 de fevereiro, Dinwiddie venceu o Skills Challenge no All-Star Weekend.
Em 25 de novembro de 2018, Dinwiddie marcou 31 pontos em uma derrota por 127-125 para o Philadelphia 76ers. Em 12 de dezembro, ele marcou 39 pontos em uma vitória por 127-124 sobre os 76ers. No dia seguinte, ele assinou uma extensão de contrato de três anos no valor de US $ 34 milhões.
Em 26 de dezembro, ele fez 37 pontos e 11 assistências em uma vitória por 134 a 132 sobre o Charlotte Hornets. Foi seu terceiro jogo de 30 pontos vindo do banco, igualando o recorde da franquia estabelecido por Clifford T. Robinson na temporada de 1980-81. Em 16 de janeiro de 2019, ele marcou 25 de seus 33 pontos no quarto quarto e na prorrogação da vitória por 145-142 sobre o Houston Rockets. Em 23 de janeiro, ele marcou 29 pontos em uma vitória por 114-110 sobre o Orlando Magic, marcando pelo menos 25 pontos em 10 jogos, igualando-se ao recorde da franquia estabelecido por Bubbles Hawkins na temporada de 1976-77. Dois dias depois, foi revelado que uma lesão no polegar direito, que ele havia originalmente ferido cerca de dois meses antes, piorou progressivamente e exigiria cirurgia. Ele foi operado em 28 de janeiro e retornou à ação em 1 de março depois de perder 14 jogos, marcando 15 pontos em uma derrota por 123-112 para o Hornets.
Com os 28 pontos contra os Cavaliers em 6 de março, Dinwiddie teve seu 14º jogo de 20 pontos vindo do banco e estabeleceu o novo recorde da franquia - Darryl Dawkins, Purvis Short e Orlando Woolridge tiveram 13. Com 23 pontos contra os Hawks em 9 de março, Dinwiddie superou Armen Gilliam na temporada de 1993-94 como o maior pontuador vindo do banco em uma temporada.
Durante a temporada de 2019-20, Dinwiddie começou a temporada como reserva até Kyrie Irving machucar o ombro. Em 28 de janeiro de 2020, Dinwiddie mudou o número de sua camisa de 8 para 26 após a aprovação da NBA, em homenagem ao falecido Kobe Bryant.
Em 27 de dezembro de 2020, Dinwiddie deixou o jogo contra o Charlotte Hornets com uma suspeita de distensão no joelho direito, que mais tarde foi revelado como sendo a ruptura parcial do Ligamento cruzado anterior e o retirando da temporada.

### Washington Wizards (2021–2022)
Em 6 de agosto de 2021, Dinwiddie foi adquirido pelo Washington Wizards por meio de uma troca envolvendo cinco times e que enviou Russell Westbrook para o Los Angeles Lakers. Ele assinou um contrato de 3 anos e US$ 54 milhões.
Em 20 de outubro, ele fez sua estreia nos Wizards e registrou 13 pontos, quatro rebotes e seis assistências na vitória por 98-83 sobre o Toronto Raptors. Em 22 de outubro, Dinwiddie marcou 34 pontos em uma vitória por 135-134 na prorrogação sobre o Indiana Pacers.

### Dallas Mavericks (2022–2023)
Em 10 de fevereiro de 2022, Dinwiddie foi negociado, junto com Dāvis Bertāns, para o Dallas Mavericks em troca de Kristaps Porziņģis e uma escolha de segunda rodada do draft de 2022.
Em 5 de março, Dinwiddie marcou 36 pontos, o recorde da temporada, na vitória por 114–113 sobre o Sacramento Kings. Em 16 de abril, durante o Jogo 1 da primeira rodada dos playoffs, ele registrou 22 pontos e oito assistências na derrota por 93-99 para o Utah Jazz. Os Mavericks venceu a série em seis jogos e enfrentou o Phoenix Suns na segunda rodada. Em 15 de maio, Dinwiddie registrou 30 pontos, três rebotes e duas assistências na vitória por 123-90 no Jogo 7 sobre os Suns. Os Mavericks avançaram para as finais da Conferência Oeste pela primeira vez desde 2011 e enfrentou o Golden State Warriors. No entanto, a equipe foi eliminada em cinco jogos, apesar de um desempenho de 26 pontos, quatro assistências e dois bloqueios de Dinwiddie na derrota por 120-110 no Jogo 5.
Em 10 de novembro de 2022, Dinwiddie registrou 33 pontos, quatro rebotes e seis assistências na derrota por 113–105 para o Washington Wizards. Em 26 de janeiro de 2023, ele marcou 36 pontos, o recorde da temporada, além de seis rebotes e nove assistências na vitória por 99-95 sobre o Phoenix Suns. Dois dias depois, Dinwiddie registrou 35 pontos, quatro rebotes e oito assistências na derrota por 108-100 para o Utah Jazz.

### Retorno ao Nets (2023–Presente)
Em 6 de fevereiro de 2023, Dinwiddie foi negociado de volta para o Brooklyn Nets, junto com Dorian Finney-Smith, uma escolha de primeira rodada de 2029 e escolhas de segunda rodada em 2027 e 2029, em troca de Kyrie Irving e Markieff Morris.

## Estatísticas da carreira

### NBA

#### Temporada regular
| Ano      | Equipe     | PJ  | PT  | MPJ  | AP   | 3P   | LL    | RT  | AS  | BR | TO | PPJ  |
| -------- | ---------- | --- | --- | ---- | ---- | ---- | ----- | --- | --- | -- | -- | ---- |
| 2014–15  | Detroit    | 34  | 1   | 13.4 | .302 | .185 | .912  | 1.4 | 3.1 | .6 | .2 | 4.3  |
| 2015–16  | Detroit    | 12  | 0   | 13.3 | .352 | .100 | .576  | 1.4 | 1.8 | .3 | .0 | 4.8  |
| 2016–17  | Brooklyn   | 59  | 18  | 22.6 | .444 | .376 | .792  | 2.8 | 3.1 | .7 | .4 | 7.3  |
| 2017–18  | Brooklyn   | 80  | 58  | 28.8 | .387 | .326 | .813  | 3.2 | 6.6 | .9 | .3 | 12.6 |
| 2018–19  | Brooklyn   | 68  | 4   | 28.1 | .442 | .335 | .806  | 2.4 | 4.6 | .6 | .3 | 16.8 |
| 2019–20  | Brooklyn   | 64  | 49  | 31.2 | .415 | .308 | .778  | 3.5 | 6.8 | .6 | .3 | 20.6 |
| 2020–21  | Brooklyn   | 3   | 3   | 21.3 | .375 | .286 | 1.000 | 4.3 | 3.0 | .7 | .3 | 6.7  |
| 2021–22  | Washington | 44  | 44  | 30.2 | .376 | .310 | .811  | 4.7 | 5.8 | .6 | .2 | 12.6 |
| 2021–22  | Dallas     | 23  | 7   | 28.3 | .498 | .404 | .725  | 3.1 | 3.9 | .7 | .3 | 15.8 |
| 2022–23  | Dallas     | 53  | 53  | 34.1 | .455 | .405 | .821  | 3.1 | 5.3 | .7 | .3 | 17.7 |
| Carreira | Carreira   | 440 | 237 | 25.1 | .404 | .303 | .803  | 2.9 | 4.3 | .6 | .2 | 11.9 |

#### Playoffs
| Ano      | Equipe   | PJ | PT | MPJ  | AP    | 3P   | LL   | RT  | AS  | BR | TO | PPJ  |
| -------- | -------- | -- | -- | ---- | ----- | ---- | ---- | --- | --- | -- | -- | ---- |
| 2016     | Detroit  | 1  | 0  | 2.0  | 1.000 | .000 | .000 | .0  | 1.0 | .0 | .0 | 2.0  |
| 2019     | Brooklyn | 5  | 0  | 26.2 | .435  | .375 | .714 | 2.6 | 1.6 | .4 | .0 | 14.6 |
| 2022     | Dallas   | 18 | 3  | 27.8 | .417  | .417 | .821 | 2.4 | 3.6 | .8 | .3 | 14.2 |
| Carreira | Carreira | 24 | 3  | 18.6 | .617  | .264 | .511 | 1.6 | 2.0 | .4 | .0 | 10.2 |

### Universidade
| Ano      | Equipe   | PJ | PT | MPJ  | AP   | 3P   | LL   | RT  | AS  | BR  | TO | PPJ  |
| -------- | -------- | -- | -- | ---- | ---- | ---- | ---- | --- | --- | --- | -- | ---- |
| 2011–12  | Colorado | 36 | 36 | 27.4 | .402 | .438 | .816 | 3.6 | 1.8 | .8  | .3 | 10.0 |
| 2012–13  | Colorado | 33 | 33 | 32.5 | .415 | .338 | .825 | 3.2 | 3.0 | 1.3 | .5 | 15.3 |
| 2013–14  | Colorado | 17 | 17 | 31.1 | .466 | .413 | .857 | 3.1 | 3.8 | 1.5 | .2 | 14.7 |
| Carreira | Carreira | 86 | 86 | 30.3 | .427 | .396 | .832 | 3.3 | 2.8 | 1.2 | .3 | 13.3 |

Fonte:

## Vida pessoal
Dinwiddie é filho de Malcolm e Stephanie Dinwiddie, e ele tem um irmão mais novo, Taylor. Dinwiddie tem um filho com a namorada Arielle Roberson, irmã do também jogador da NBA, André Roberson.